# Urophonius granulatus
Espèce
Synonymes
- Iophoroxenus exilimanus Mello-Leitão, 1932
- Urophonius paynensis San Martin & Cekalovic, 1968

Urophonius granulatus est une espèce de scorpions de la famille des Bothriuridae.

## Distribution
Cette espèce se rencontre en Argentine dans les provinces de Chubut et de Santa Cruz et au Chili dans la région de Magallanes.

## Description
Le mâle mesure 29,97 mm et la femelle 35,12 mm.
Les mâles mesurent de 29 à 37 mm et les femelles de 34 à 40 mm.

## Publication originale
- Pocock, 1898 : Descriptions of some new scorpions from Central and South America. Annals and Magazine of Natural History, sér. 7, vol. 1, p. 384-394 (texte intégral).